# Port-Daniel–Gascons
Pour les articles homonymes, voir Port-Daniel.
Port-Daniel–Gascons est une municipalité dans la municipalité régionale de comté du Rocher-Percé au Québec (Canada), située dans la région administrative de la Gaspésie–Îles-de-la-Madeleine.

## Toponymie
Le nom Gascons provient de la paroisse Sainte-Germaine-de-l'Anse-aux-Gascons, nommée en l'honneur de la sainte gasconne Germaine Cousin et du peuple des Gascons. Les habitants de Gascons sont appelés les Gasconnais.
La ville de Port-Daniel est nommée en l'honneur du marchand français Charles Daniel, frère du jésuite Antoine Daniel. Les habitants de Port-Daniel sont appelés les Port-daniélois.

## Géographie

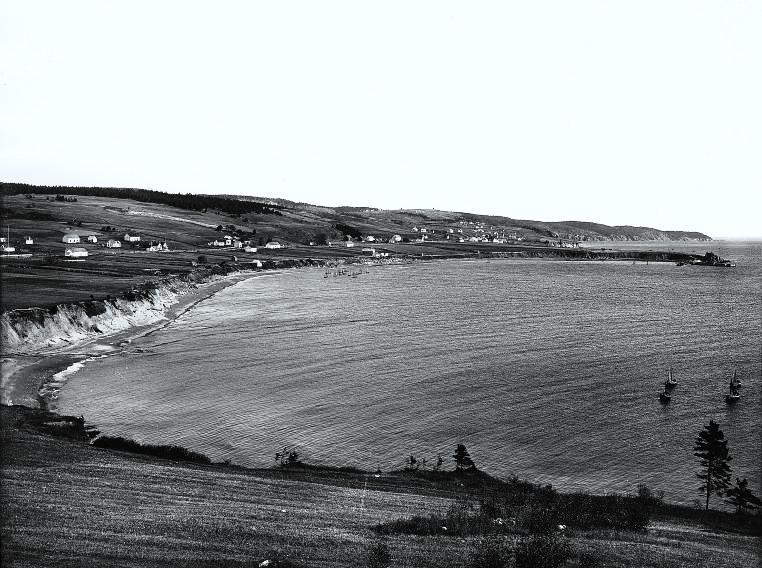
Anse-aux-Gascons, vers 1900

Ce village est situé entre Shigawake et Chandler (quartier de Newport). Ce petit village a de très beaux paysages comme plusieurs autres en Gaspésie. Port-Daniel-Gascons est l'une des destinations touristiques les plus populaires de la Gaspésie.
À Port-Daniel se trouve d'ailleurs un des rares tunnels ferroviaires en Amérique du Nord. La gare se trouve au centre de la ville près de la mairie.

## Histoire

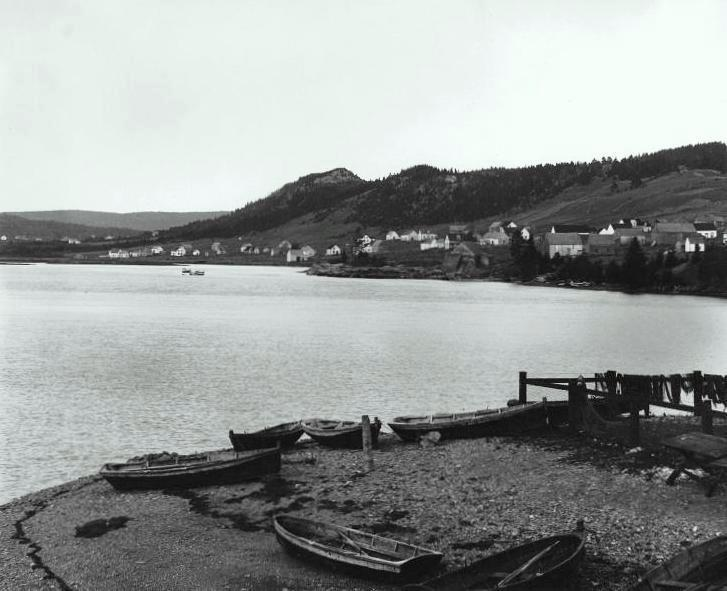
Port-Daniel, vers 1900

### Fusion municipale
C'est le 17 janvier 2001 que ces deux municipalités ont fusionné leur administration comme plusieurs autres municipalités au Québec.

### Projet de cimenterie
Le 30 janvier 2014, la Municipalité et la compagnie Ciment Mcinnis ont conclu une entente historique pour l'implantation d'une cimenterie. Ce projet était en attente depuis près de 20 ans. Le premier promoteur, Cimbec, bien qu'ayant érigé certaines structures, n'avait pu recueillir le financement nécessaire à la poursuite des travaux.
Le gouvernement du Québec, Investissement Québec et la Caisse de dépôt et placement ont participé à la réalisation du projet parrainé depuis 2013 par la famille Beaudoin-Bombardier.

## Administration
Les élections municipales se font en bloc et suivant un découpage de six districts.
| Port-Daniel–Gascons Maires depuis 2005                                                                               |                   |         |          |
| Élection | Maire             | Qualité | Résultat |
| 2005 | Henri Grenier     |         | Voir     |
| 2009 | Maurice Anglehart |         | Voir     |
| 2013 | Henri Grenier (2) |         | Voir     |
| 2017 | Henri Grenier (2) | Voir    |          |
| 2021 | Henri Grenier (2) | Voir    |          |
| Élection partielle en italique Depuis 2005, les élections sont simultanées dans toutes les municipalités québécoises |                   |         |          |

## Démographie

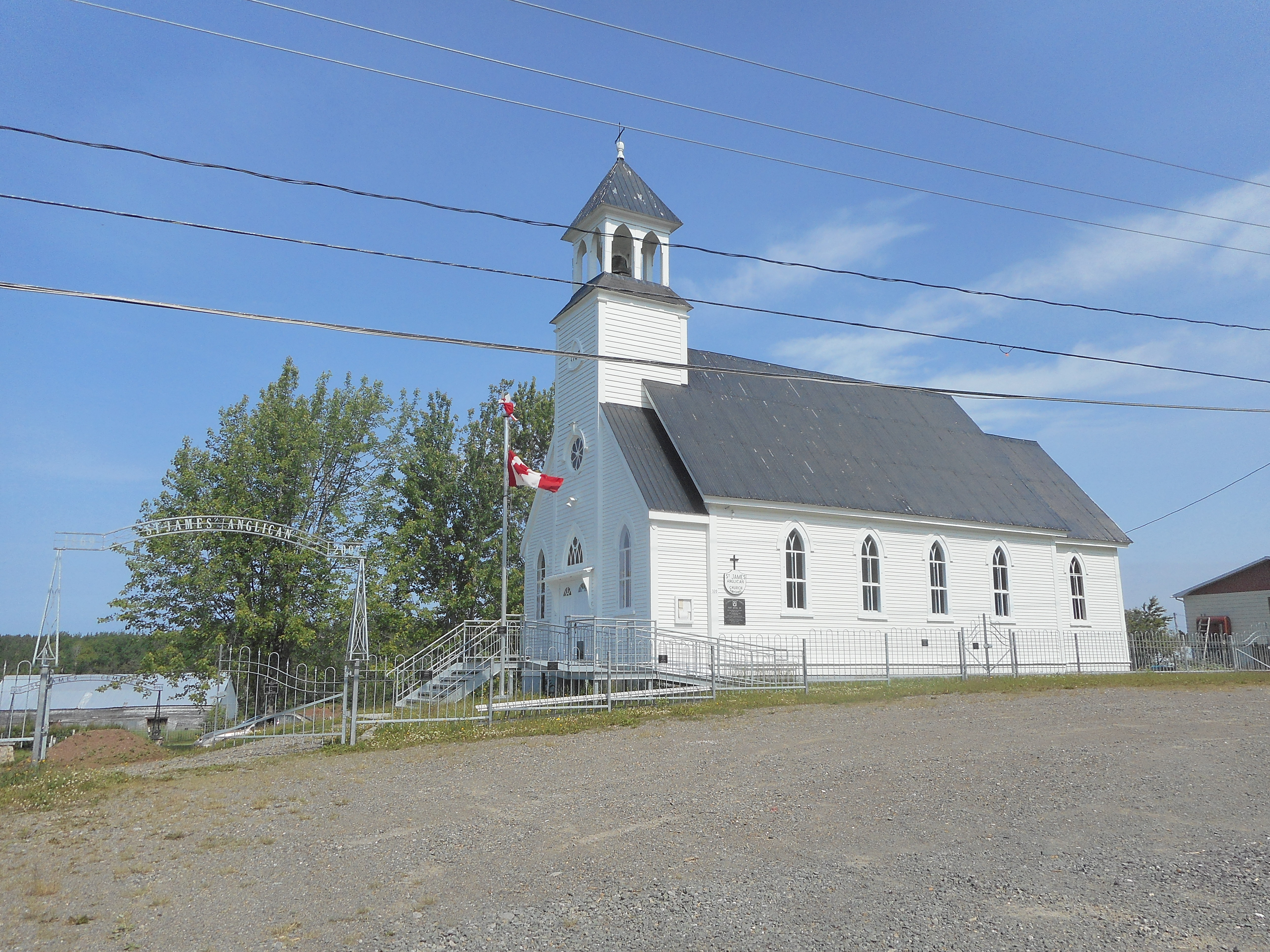
Église Saint-James de Port-Daniel–Gascons

| 2001  | 2006  | 2011  | 2016  |
| ----- | ----- | ----- | ----- |
| 2 685 | 2 586 | 2 453 | 2 210 |

## Personnalités
- Antoine Olivier Pilon, un acteur québécois né le 23 juin 1997, vécut dans la commune avec sa famille.
- Hazel McCallion (1921-2023), femme politique canadienne, née dans la commune.

## Galerie

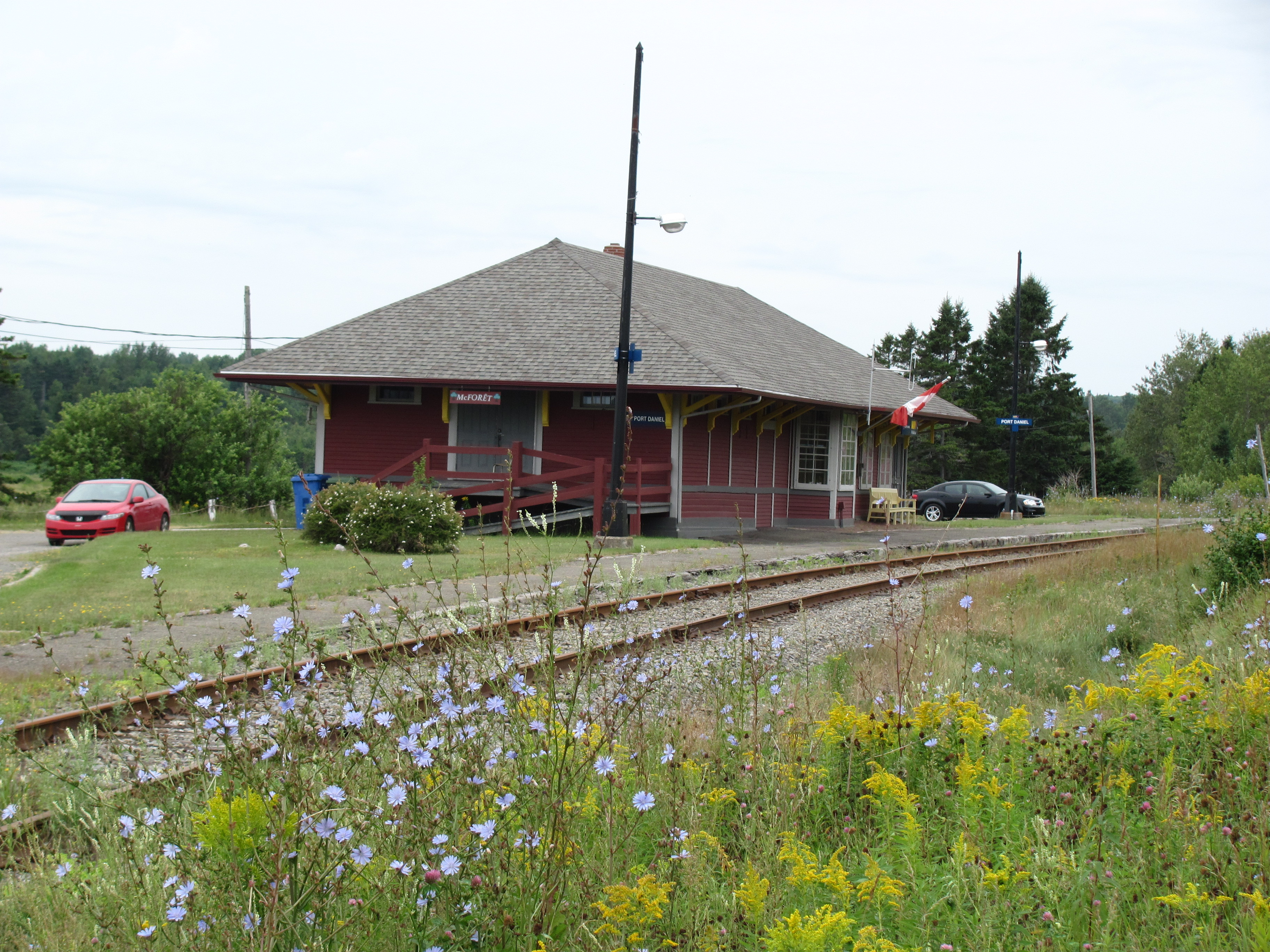
La gare de Port Daniel
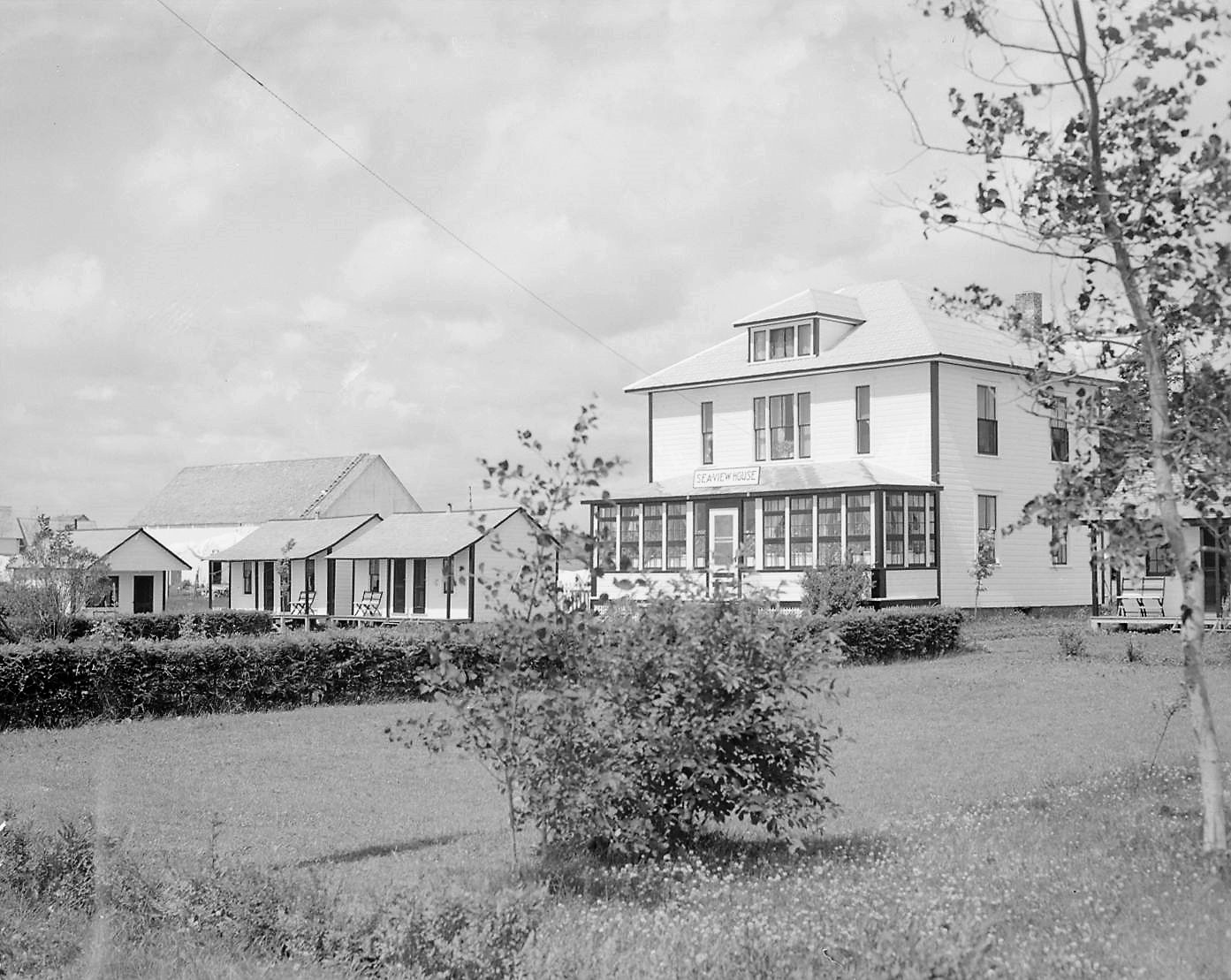
Chalets et hôtel Sea View House à Port-Daniel en 1948
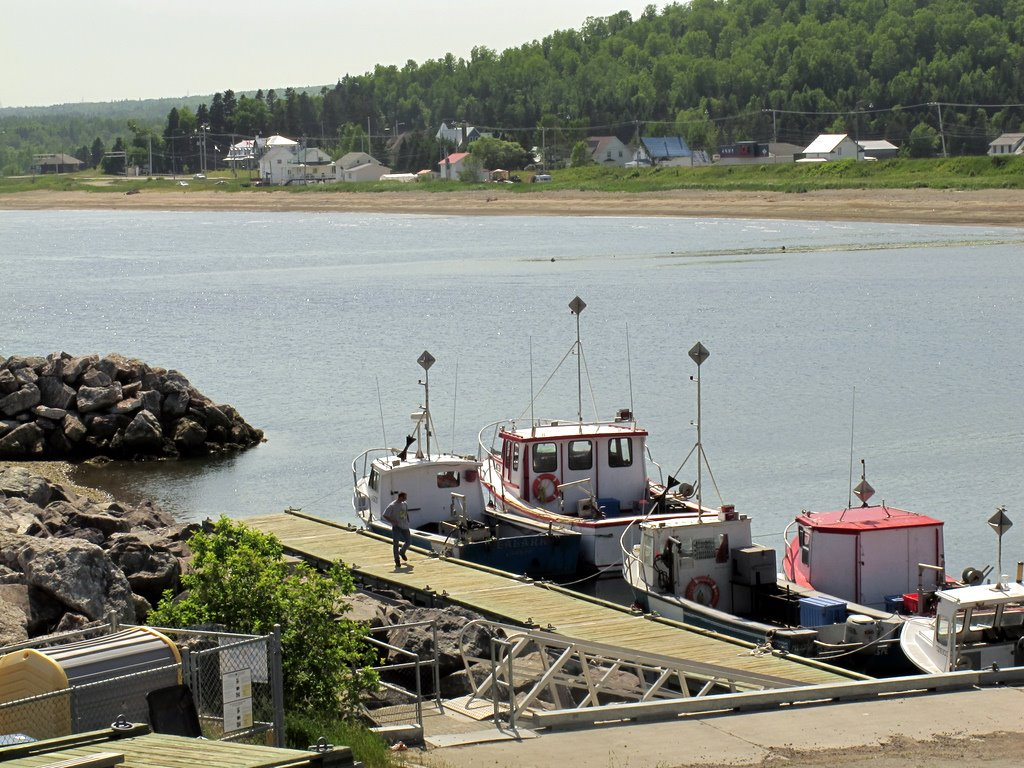
Port de Port-Daniel en 2010